# Presse à chaud
Pour les articles homonymes, voir presse.

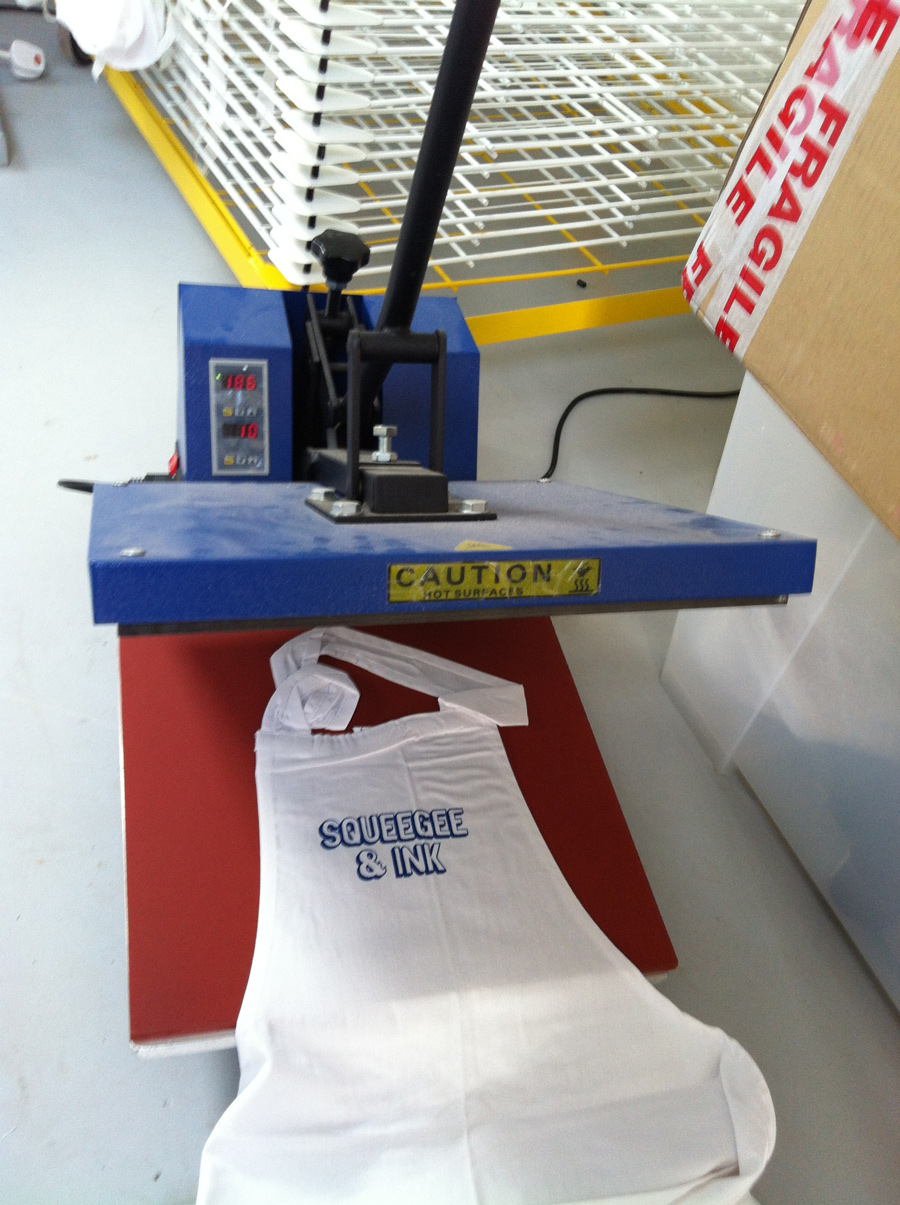
Exemple de presse à chaud utilisée pour le flocage

Les presses à chaud (ou presses à transfert) sont utilisées surtout pour le flocage et la sublimation. Largement utilisées pour des transferts sur supports plats comme des tee-shirts ou des serviettes, elles peuvent aussi servir à l'impression sur tasses, casquettes, puzzles et bien d'autres articles sublimables. Il existe de nombreux modèles de presses à chaud qui varient en fonction des dimensions et du type d'article à imprimer.

## Les presses manuelles
Comme leur nom l'indique, l'activation de ces presses se fait manuellement. Elles sont composées  de deux plateaux chauffants qui viennent se coller afin d'appliquer une chaleur également répartie sur toute la surface de l'article à imprimer. Le temps de chauffe et la température varient en fonction du type d'impression. Sur les machines actuelles, ces deux paramètres peuvent être contrôlés grâce à un écran digital. Sur certains modèles les programmes peuvent même être pré-enregistrés.
Les presses sont divisées en deux catégories :
- ouverture en angle : c'est le modèle le plus répandu et le moins onéreux. L'ouverture se fait par élévation du plateau supérieur ce qui permet une ouverture en “portefeuille” d'environ 40 degrés.
- ouverture pivotante : le plateau supérieur pivote sur un axe situé derrière la machine ce qui permet un gain de place et une économie d'efforts. Sur certains modèles à deux plateaux, cela permet aussi une augmentation de la production.

## Les presses automatiques
On trouve ce genre de presses à fermeture et ouverture pneumatique ou hydraulique plus souvent dans l'industrie. En effet, elles sont plus onéreuses mais apportent un confort de travail plus grand dans le sens où la pression sur l'article à imprimer se fait automatiquement. La force et la température de pression sont gérées par l'écran de contrôle digital. Le risque d'erreur de fabrication s'en trouve donc grandement diminué d'où l'intérêt de cette machine pour les entreprises.

## Les presses "spéciales"
La sublimation permet l'impression sur une multitude d'articles en tout genre. Pour cela, le procédé est le même que pour les articles plats à la différence près que les presses doivent être adaptées à la forme et aux dimensions de l'article à sublimer. On trouve pour cela des presses ad-hoc conçues spécialement pour un type d'articles (ex. : presse à mug). Mais il existe aussi des presses polyvalentes qui permettent l'impression sur différents supports par simple changement d'accessoires. Pour l'impression sur mugs, on peut utiliser simplement une bague réglable que l'on applique autour de la tasse pour bien maintenir le papier où se situe l'image à imprimer. On chauffe ensuite le tout dans un four traditionnel. Pour un résultat professionnel, un mini-four conçu spécialement pour recevoir et chauffer 4 mugs à la fois a été créé. Son nom, la "Mug Machine" parle de lui-même.